# BrowserStack
BrowserStack es una web en la nube y plataforma de testeo móvil que permite a los desarrolladores testear sus sitios web y sus aplicaciones móviles a través de navegadores web, sistemas operativos y dispositivos móviles, sin requerir usuarios para instalar o mantener un entorno de desarrollo interno formado por máquinas virtuales, dispositivos y/o emuladores. Tienen cuatro productos principales- Live, App Live, Automate y App Automate.
Los usuarios pueden escoger de entre más de 1.200 dispositivos móviles, navegadores, sistemas operativos y confiar en una infraestructura segura, fiable y escalable para soportar miles de tests manuales y automáticos de forma concurrente reduciendo el tiempo, el coste y el mantenimiento asociado al proceso de testeo.  BrowserStack ayuda a los equipos de desarrollo de software a mantenerse enfocados en lo que de verdad importa más - construir mejores productos y servicios con experiencias asombrosas.  [Lenguaje promocional]
El servicio de suscripción fue creado por Ritesh Arora y Nakul Aggarwal en 2011 en Mumbai, India, y desde entonces ha obtenido una amplia aceptación entre la comunidad de desarrollo web para testear la capa de presentación y el rendimiento de un sitio web. BrowserStack tiene más de 25.000 clientes suscritos y más de 2.000.000 de desarrolladores, de más de 135 países, registrados. Compañías internacionales confían en BrowserStack para sus web y testeo móvil, incluyendo grandes empresas como Microsoft, ING, Mastercard, Dow Jones, Garmin, Nacional Geográfico, Volvo, NRK, HubSpot, Walt Disney y AngularJS.  [Lenguaje promocional]
BrowserStack tiene oficinas en San Francisco, Mumbai y Dublín. En enero de 2018, BrowserStack alcanzó los $50 millones.
En noviembre de 2014, un delincuente consiguió acceso a más de 5.000 direcciones de correo electrónico pertenecientes a desarrolladores de BrowserStack desarrolladores - aproximadamente un 1% de sus 500.000 clientes - aparentemente a través de un exploit (vulnerabilidad ShellShock).  El delincuente entonces se puso en contacto con los clientes haciéndose pasar por el equipo de BrowserStack, anunciando que la compañía iba a cerrar y disculpándose por no cumplir con las expectativas de los usuarios en relación con varias medidas de seguridad.  Una declaración más tardía de la empresa explicaba que "los servidores de BrowserStack utilizaban los servicios de Amazon Web Services. La configuración es compleja, constando de miles de servidores. Uno de estos era una máquina prototipo antigua, objetivo del ataque".  La declaración trató de contrarrestar muchas de las acusaciones formalizadas por el  mensaje del delincuente, además de indicar que fue bloqueado antes de llegar a obtener una lista completa de direcciones u otros datos alojados en las máquinas utilizadas en producción.
En octubre de 2015, BrowserStack fue reconocida con el premio Bootstrap Champ  by Economic Times Startup. En mayo de 2019, Ritesh Arora fue entrevistado por Anand Daniel de Accel Partners.